# 长足兰
长足兰（学名：Pteroceras leopardinum）为兰科长足兰属下的一个种。